# مدیترانه (فیلم)
مدیترانه (ایتالیایی: Mediterraneo) فیلمی ایتالیایی به کارگردانی گابریله سالواتورس است که در سال ۱۹۹۱ منتشر شد. از بازیگران آن می‌توان به دیگو ابتنتوئونو اشاره کرد. این فیلم برنده جایزه اسکار بهترین فیلم خارجی‌زبان شد.